# Louise Trotter
Pour les articles homonymes, voir Trotter.
Louise Trotter est une styliste britannique, directrice artistique de la maison italienne Bottega Veneta à partir de janvier 2025.

## Biographie
Née à Sunderland, en Angleterre, elle sort diplômée de Design de Mode en 1991 de l'Université de Northumbria à Newcastle upon Tyne.
Elle débute chez Whistles (en) avant de partir pour New York, pour devenir directrice du prêt-à-porter féminin chez Calvin Klein. Elle rejoint ensuite Gap, puis prends la tête du Design chez Tommy Hilfiger. En 2007 elle revient en Angleterre pour être directrice Artistique de Jigsaw (en).
En 2009, elle prend la direction artistique de Joseph.
En 2018, elle devient directrice artistique de Lacoste,.
En février 2023, elle prend la direction artistique de Carven.
Le jeudi 12 décembre 2024, sont annoncés successivement son départ de Carven et son arrivée fin janvier 2025 à la Direction Artistique de Bottega Veneta.